# 阿仁熊牧場
阿仁熊牧場（あにくまぼくじょう）は、秋田県北秋田市の「阿仁マタギの里」内にあるクマの動物園（テーマパーク、観光牧場）。愛称はくまくま園。
2017年現在、東北地方唯一の熊牧場である。また、日本で唯一の自治体が設置したクマ牧場であるが、運営は民間企業であったが、2016年度からは市が直接運営している。熊に与えるための餌も販売している。
飼育するクマは、2008年ごろには100頭を超えていた。 2016年現在、48頭のツキノワグマ（うち幼獣7頭）、18頭のヒグマを飼育する

## 施設
- クマの飼養場を猿山ならぬ“熊山”と呼ぶ。

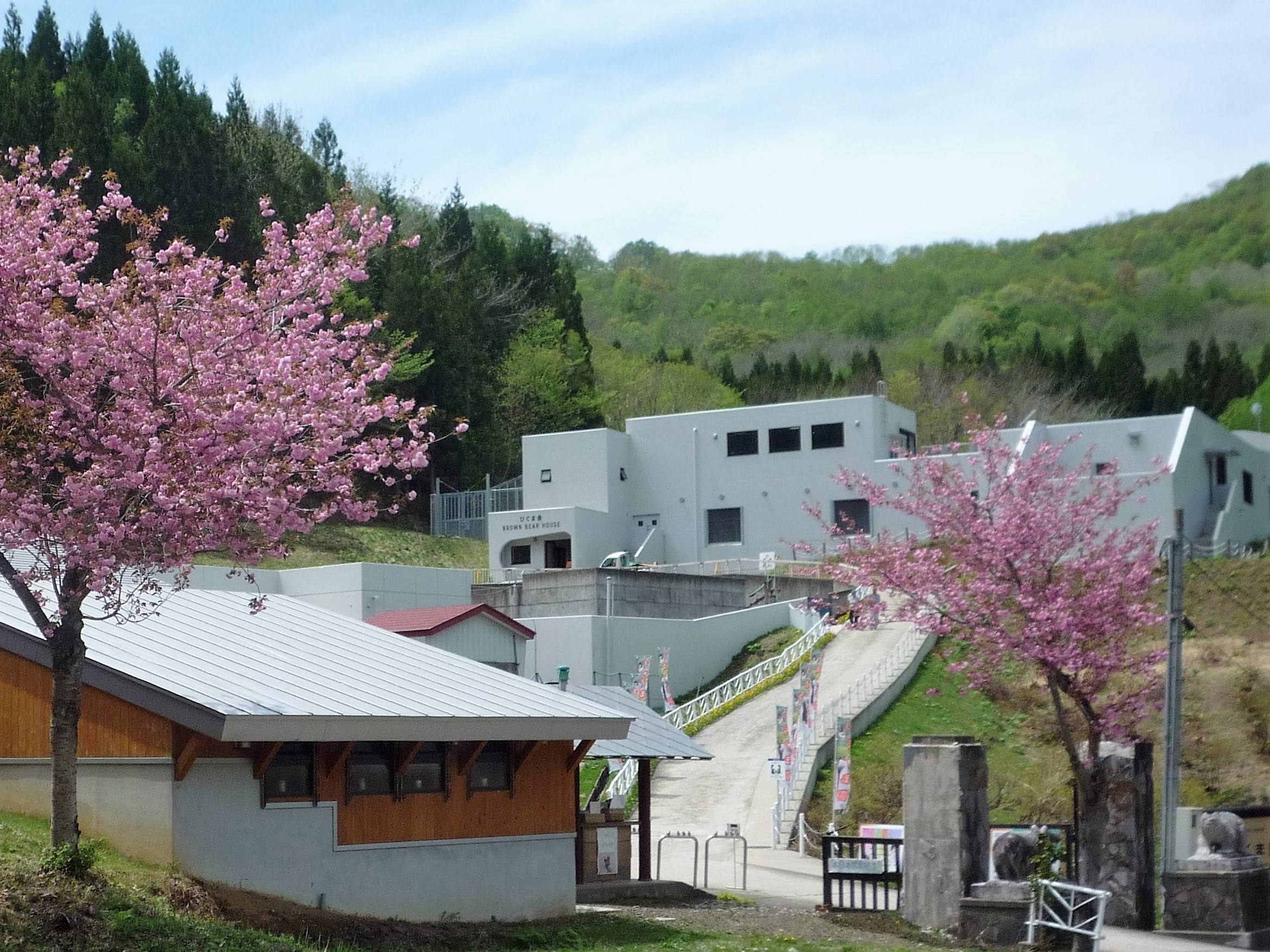
ヒグマ舎

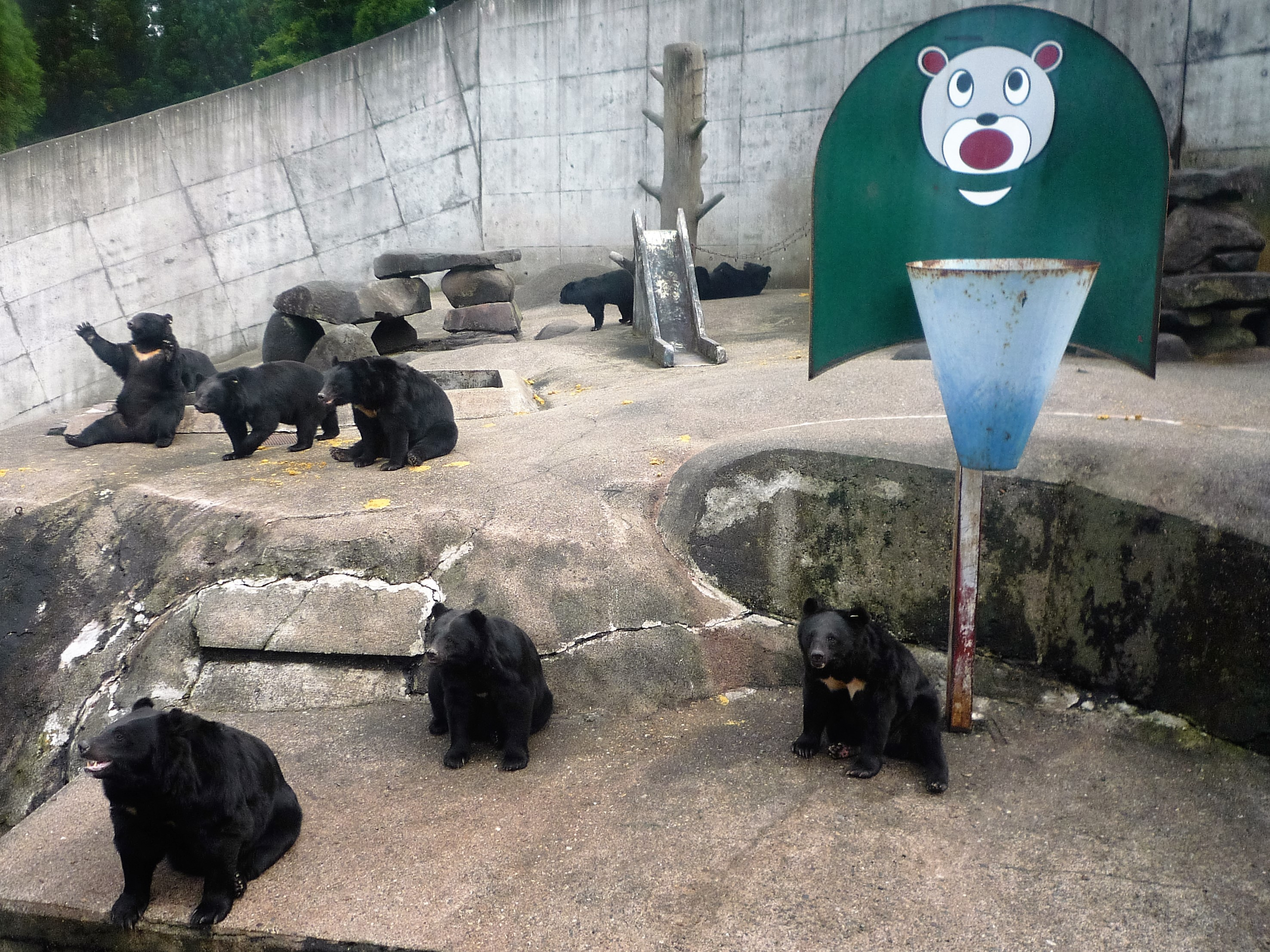
ツキノワグマ

- 4月から7月まで仔熊と触れ合うための「こぐまの保育園」を行う。ブルーベリー畑があり、7月下旬～8月中旬の期間限定で500円で利用できる。
- 阿仁町が町づくり特対事業として1億8千万円をかけて3年がかりで作った園は、1990年春に開設すると、予想外の人気で、すでに入場予定人員を突破したことを1990年9月1日発行の秋田県広報が伝えている[2]。
- 開園時期は昭和の日（4月29日）から文化の日（11月3日）までで開園期間中は無休。熊が冬眠する冬季は休業するが、2月の土日祝日は冬眠見学が可能（※要予約）。

### 運営
- 運営会社によれば、「阿仁熊牧場は徹底した安全管理によりこれまで一度も事故を起こしておりません。安心してお出かけください。」となっている。
- 初代場長は「最後のマタギ」と呼ばれた鈴木松治。

## 映画のクマ
1980年代、阿仁町ではマタギ映画の撮影が行われ、映画「マタギ」（1982年）と「イタズ 熊」（1987年）が撮影されたが、映画「イタズ」の撮影に使われた有名なヒグマ「ごん太（ゴン太）」は、その後園に飼育され、1990年には体重が450kgとなり、花嫁予定の「花子」も飼育された。

## 八幡平からクマ搬入
2012年6月、27頭のクマを飼育する秋田八幡平クマ牧場が閉鎖したが、秋田県主導のクマの受け入れ先探しが難航。同8月、津谷永光北秋田市長が、「県や各関係団体等の支援を得られれば、全頭受入れの可能性を探ってみたい」と表明した。北秋田市と秋田県は協議し、2012年内に計画を作成して2013年春から施設の改修に着工し夏ごろに準備が整うことを目指した。
その後、受け入れたクマの収容施設を新設すると共に運動場及び強化ガラス越しにクマの見学が出来る通路などを設け、「くまくま園」として2014年7月19日にリニューアルオープンした。